# Радянський кредит
«Радянський кредит» — місячник, журнал сільсько-господарського кредиту УРСР.
Виходив у Харкові в 1925—1928 роках, видавав її Укрсельбанк. Редактор В. Богуцький. По шости числах у 1928 «Радянський кредит» був об'єднаний з журналом «Кооперативне село» (який існував з 1922), і на цій базі постав двотижневик «Кооперативна громада» (1928–30).